# Facundo García
Facundo García (Olavarría, Argentina, 16 de diciembre de 1999) es un futbolista argentino. Juega de centrocampista y de defensa y su equipo es el C. D. Teruel de la Primera Federación.

## Trayectoria

### Olimpo
Llegó al club en 2015, luego de un paso por las inferiores de Boca Juniors. El 5 de marzo de 2018 debutó en la Primera División con la camiseta del "Aurinegro", tras ingresar desde el banco en el segundo tiempo en la derrota por 1-0 ante Estudiantes de La Plata. Tres días más tarde firmó su primer contrato profesional con el club, que lo vinculaba a la institución hasta junio de 2021. Con el descenso consumado del equipo bahiense a la Primera B Nacional, el club empezó a darle rodaje a los jugadores surgidos de sus inferiores, por lo que se ganó el puesto y terminó disputando todos los partidos que le restaban a Olimpo en el campeonato 2017-18.

### Club Deportivo Leganés
En julio de 2018 fichó por el Club Deportivo Leganés por cinco temporadas, hasta 2023. La primera de ellas la jugó cedido en el AEK Larnaca tal y como se hizo oficial en agosto del mismo año.
En octubre de 2020 fue el Valencia Club de Fútbol Mestalla quien logró su cesión tras haber completado un segundo año en el club chipriota. Acumuló un nuevo préstamo en el curso 2021-22, siendo el C. E. Sabadell F. C. su destino. Tras este paso por el conjunto arlequinado, se desvinculó del C. D. Leganés y fichó por el C. F. Badalona Futur. Allí estuvo una temporada antes de unirse en julio de 2023 al C. D. Teruel que iba a competir en la Primera Federación.

## Selección nacional
Luego de varios entrenamientos, en mayo de 2018 fue convocado a la selección argentina sub-19 por Carlos Desio para disputar los Juegos Suramericanos de 2018 realizados en la ciudad boliviana de Cochabamba. En el primer partido de la competición debuta en el empate por 2-2 frente a Chile, encuentro en el cual marca su primer gol oficial de su carrera. Nuevamente sería titular en la victoria por 2-0 ante Venezuela. En el siguiente partido fue preservado, e ingresó a los 39 minutos del segundo tiempo en el empate por 1-1 frente a Bolivia. De esta manera, Argentina finalizaba su zona en el primer puesto. Por la semifinal fue titular en la derrota por 3-2 ante Uruguay. En el partido que definía el ganador de la medalla de bronce fue titular en la derrota por 2-0 frente a Colombia.

### Detalle
| Partidos internacionales con la selección argentina sub-19 | Partidos internacionales con la selección argentina sub-19 | Partidos internacionales con la selección argentina sub-19 | Partidos internacionales con la selección argentina sub-19 | Partidos internacionales con la selección argentina sub-19 | Partidos internacionales con la selección argentina sub-19 | Partidos internacionales con la selección argentina sub-19 | Partidos internacionales con la selección argentina sub-19 |
| #                                                          | Fecha                                                      | Estadio                                                    | Local                                                      | Resultado                                                  | Visitante                                                  | Goles                                                      | Competición                                                |
| ---------------------------------------------------------- | ---------------------------------------------------------- | ---------------------------------------------------------- | ---------------------------------------------------------- | ---------------------------------------------------------- | ---------------------------------------------------------- | ---------------------------------------------------------- | ---------------------------------------------------------- |
| 1                                                          | 28-05-2018                                                 | Estadio Félix Capriles                                     | Argentina                                                  | 2-2                                                        | Chile                                                      |                                                            | Juegos Suramericanos de 2018                               |
| 2                                                          | 30-05-20178                                                | Estadio Félix Capriles                                     | Argentina                                                  | 2-0                                                        | Venezuela                                                  |                                                            | Juegos Suramericanos de 2018                               |
| 3                                                          | 01-06-2017                                                 | Estadio Félix Capriles                                     | Argentina                                                  | 1-1                                                        | Bolivia                                                    |                                                            | Juegos Suramericanos de 2018                               |
| 4                                                          | 03-06-2018                                                 | Estadio Félix Capriles                                     | Argentina                                                  | 2-3                                                        | Uruguay                                                    |                                                            | Juegos Suramericanos de 2018                               |
| 5                                                          | 05-06-2018                                                 | Estadio Félix Capriles                                     | Argentina                                                  | 0-2                                                        | Colombia                                                   |                                                            | Juegos Suramericanos de 2018                               |

## Estadísticas
Actualizado de acuerdo al último partido jugado el 7 de mayo de 2023.
| Club Olimpo Argentina                                                                                   | 1.ª           | 2017-18       | 10  | 0 | - | - | - | - | 10  | 0 |
| Club Olimpo Argentina                                                                                   | Total         | Total         | 10  | 0 | - | - | - | - | 10  | 0 |
| AEK Larnaca Chipre                                                                                      | 1.ª           | 2018-19       | 21  | 0 | 1 | 0 | 5 | 0 | 27  | 0 |
| AEK Larnaca Chipre                                                                                      | 1.ª           | 2019-20       | 14  | 1 | 2 | 0 | - | - | 16  | 1 |
| AEK Larnaca Chipre                                                                                      | Total         | Total         | 35  | 1 | 3 | 0 | 5 | 0 | 43  | 1 |
| Valencia Mestalla · España                                                                              | 3.ª           | 2020-21       | 17  | 1 | - | - | - | - | 17  | 1 |
| Valencia Mestalla · España                                                                              | Total         | Total         | 17  | 1 | - | - | - | - | 17  | 1 |
| CE Sabadell · España                                                                                    | 3.ª           | 2021-22       | 24  | 0 | - | - | - | - | 24  | 0 |
| CE Sabadell · España                                                                                    | Total         | Total         | 24  | 0 | - | - | - | - | 24  | 0 |
| Badalona Futur España                                                                                   | 4.ª           | 2022-23       | 27  | 1 | - | - | - | - | 27  | 1 |
| Badalona Futur España                                                                                   | Total         | Total         | 27  | 1 | - | - | - | - | 27  | 1 |
| Total carrera                                                                                           | Total carrera | Total carrera | 113 | 3 | 3 | 0 | 5 | 0 | 121 | 3 |
| (1) Incluye datos de Copa de Chipre y Supercopa de Chipre (2) Incluye datos de Europa League (2018-19). |               |               |     |   |   |   |   |   |     |   |

## Palmarés

### Títulos nacionales
| Título              | Club        | País   | Año  |
| ------------------- | ----------- | ------ | ---- |
| Supercopa de Chipre | AEK Larnaca | Chipre | 2018 |